# Aeronautica Militare
Die italienische Luftwaffe, italienisch Aeronautica Militare (Italiana), bildet zusammen mit Heer, Marine und Carabinieri die Streitkräfte Italiens. Sie untersteht dem Generalstab der Luftwaffe (Stato Maggiore Aeronautica – SMA) im Verteidigungsministerium in Rom. Die Sollstärke liegt bei 36.850 Soldaten.

## Organisation
Der dem Generalstab der Streitkräfte untergeordnete Generalstab der Luftwaffe ist in erster Linie für Planungs- und Grundsatzangelegenheiten zuständig. Ihm nachgeordnet sind drei große Kommandobereiche:
- Luftflottenkommando (Comando della Squadra Aerea – CSA) (Mailand)
- Logistikkommando (Comando Logistico – COMLOG) (Rom)
- Ausbildungskommando (Comando Scuole dell'Aeronautica Militare – CSAM) (Bari)

Für territoriale Aufgaben bestehen Regionalkommandos in Mailand (1.) und Bari (3.) sowie eine Dienststelle für Aufgaben in Rom. Die Befehlshaber der territorialen Regionen in Mailand und Bari sind zugleich respektive Befehlshaber des Luftflottenkommandos in Mailand und des Ausbildungskommandos in Bari.

### Luftflottenkommando

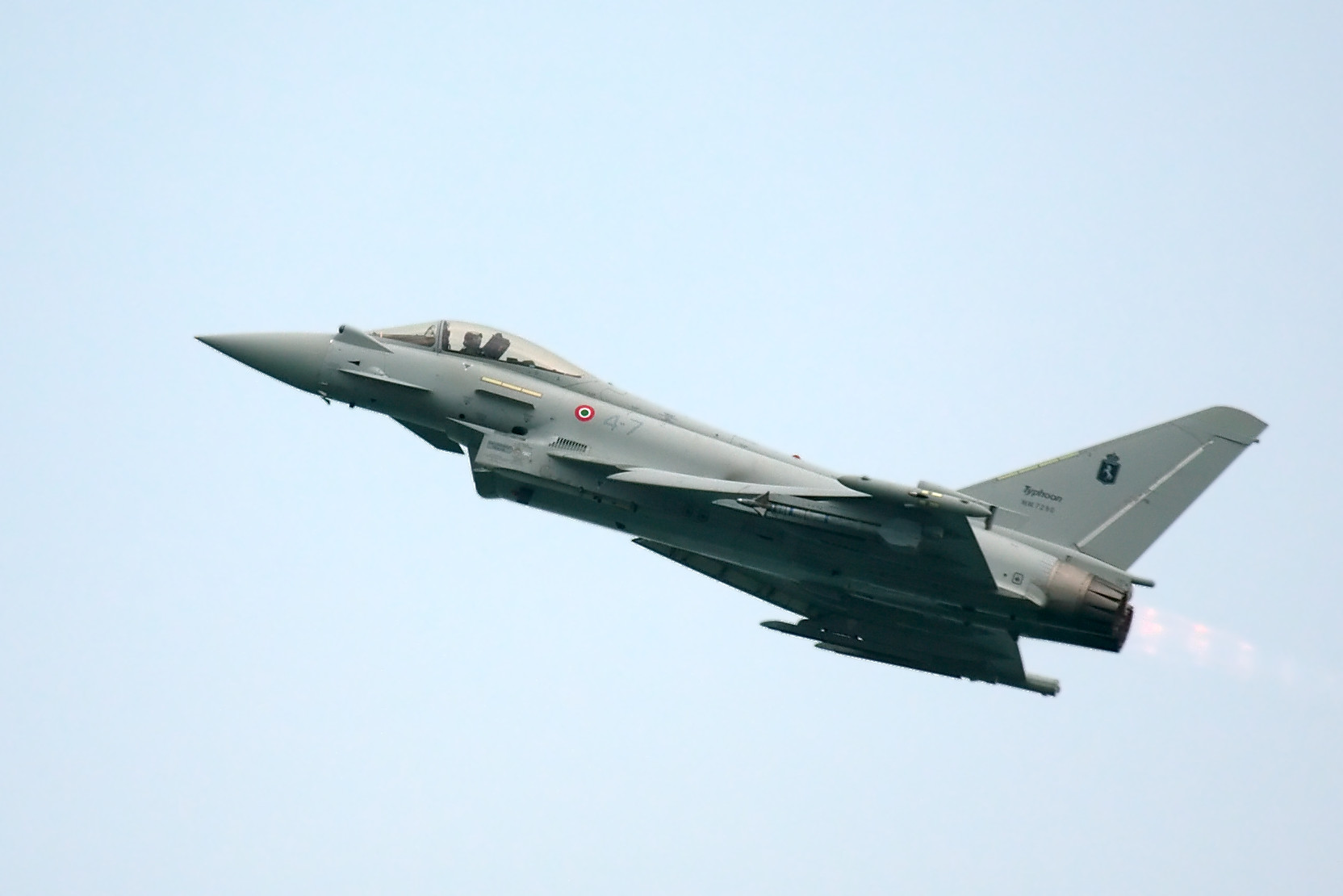
Eurofighter Typhoon, 4º Stormo

Das Comando della Squadra Aerea führt über fünf Unterkommandos fast alle operativen Verbände und damit rund die Hälfte des Militärpersonals der italienischen Luftwaffe. Vier Unterkommandos sind als force provider für die truppendienstliche Führung und die Einsatzbereitschaft der unterstellten Verbände verantwortlich. Die Kampfverbände unterstehen dem Comando Forze da Combattimento in Mailand, die Lufttransport-, Luftrettungs- und Objektschutzverbände dem Comando Forze per la Mobilità e il Supporto in Rom-Centocelle, Spezial- und Kampfrettungseinheiten der 1ª Brigata Aerea in Furbara bei Rom, sonstige kleinere, spezialisierte Unterstützungseinheiten der 9ª Brigata Aerea ISTAR-EW in Pratica di Mare bei Rom.
Das Einsatzkommando Comando Operazioni Aerospaziali (COA) in Poggio Renatico bei Ferrara ist für die Luftraumüberwachung und die operative Führung von zugeteilten Luftstreitkräften verantwortlich. Diese geht vom Rettungshubschraubereinsatz bis zu Alarmstarts von Abfangjägern („Scrambles“). Permanent unterstehen dem Einsatzkommando COA zwei Einsatzführungsgruppen in Poggio Renatico und Licola mit insgesamt 13 weiteren Radar-Einheiten (RAT 31DL). Darüber hinaus gibt es in Bari ein mobiles Einsatzzentrum, das auch für Auslandseinsätze zur Verfügung steht. Bei den vier Area Control Centers der zivilen italienischen Flugsicherung unterhält das COA Koordinierungsstellen.

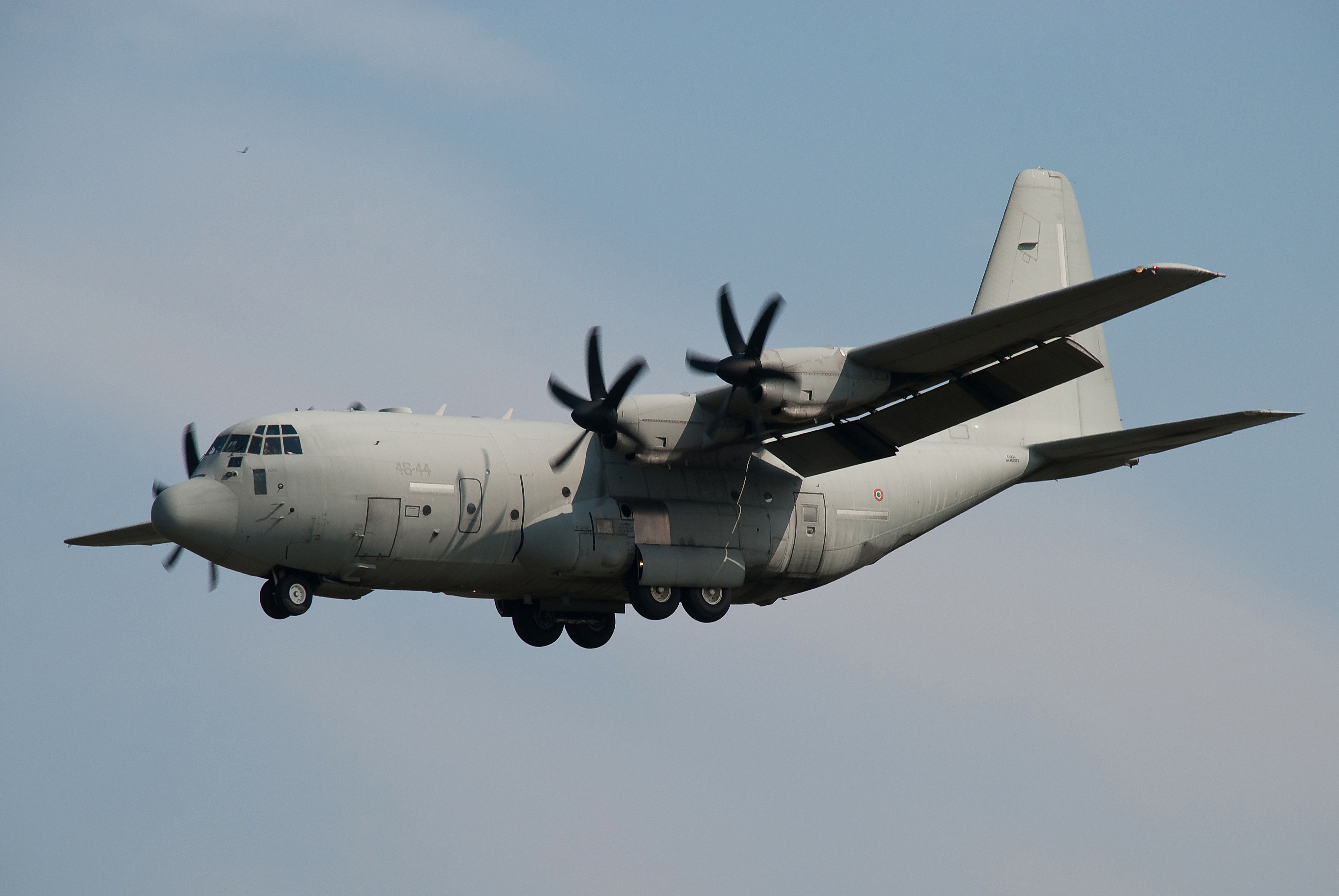
C-130J Hercules
der Aeronautica Militare

Der zentrale operative Verband der italienischen Luftwaffe ist das Geschwader (it. „Stormo“, dt. (Vogel-)Schwarm), das mit einem Regiment beim Heer vergleichbar ist. Größere fliegende Verbände heißen „Luftbrigaden“, von denen es aber nur wenige gibt. Dem Geschwaderkommodore, einem Oberst, unterstehen neben Stabseinheiten und dem Operationszentrum folgende „Gruppen“ (vgl. Bataillon):
- 1–2 (evtl. 3) fliegende Gruppen, bez. je nach Flugzeugtyp bzw. Einsatzart
- „Technische Unterstützungsgruppe“ (technische Unterstützung, Wetterdienst, Flugsicherung)
- „Logistische Unterstützungsgruppe“ (Infrastruktur, Feuerwehr, Gesundheitswesen)
- „Flugzeugwartungsgruppe“ (Werft; nicht an allen Standorten, nur für jeweils einen Typ)
- „Verteidigungsgruppe“ (Objektschutz und Flugabwehr)
- 1 Staffel mit Verbindungsflugzeugen und ggfs. Rettungshubschraubern.

Hierbei sind einige terminologische Besonderheiten von Bedeutung. Die fliegende Gruppe eines deutschen Geschwaders unterteilt sich wie in Italien in Staffeln („Squadriglie“). Bei der deutschen Luftwaffe gibt es heute eine fliegende Gruppe pro Geschwader mit in der Regel zwei fliegenden Staffeln zu je etwa 20 Flugzeugen, die üblicherweise von einem Major befehligt werden. Weil man in Italien zwölf bis 18 Flugzeuge nicht in einer Einheit (Staffel) im Rang einer Kompanie zusammenfassen will, stellen dort 12–18 Flugzeuge eine fliegende Gruppe dar, also einen Verband auf Bataillonsebene, der normalerweise von einem Oberstleutnant angeführt wird. Die weitere Untergliederung in „Squadriglie“ (Staffeln) hat nur Verwaltungscharakter und erfolgt vorwiegend aus Traditionsgründen. Dennoch wird „Gruppo“ für gewöhnlich mit „Staffel“ oder auch englisch „Squadron“ übersetzt.
Nachstehend eine Liste der wichtigsten italienischen Militärflugplätze mit den dort stationierten Verbänden und fliegenden Einheiten, den verwendeten Flugzeugtypen und Anmerkungen zu ihren Aufgaben.
| Militärflugplatz   | Geschwader        | Staffeln          | Typ                                               | Anmerkungen                                                                                         |
| ------------------ | ----------------- | ----------------- | ------------------------------------------------- | --------------------------------------------------------------------------------------------------- |
| Amendola           | 32º Stormo        | 13, 28, 61, 101   | F-35, Reaper                                      | Mehrzweckkampfflugzeuge, Drohnen (auch Sigonella)                                                   |
| Aviano             | 31st Fighter Wing | 510, 555          | F-16C/D                                           | Verband der United States Air Forces in Europe                                                      |
| Cameri             | –                 | –                 | Typhoon, Tornado, F-35                            | Instandhaltungszentrum                                                                              |
| Cervia             | 15º Stormo        | 81, 83            | AW139, AW101                                      | Rettungshubschrauber, Teile in Pratica, Gioia, Trapani, Decimomannu                                 |
| Decimomannu        | –                 | 212; 80           | verschiedene; M-346; AW139                        | Air Weapons Training Installation; International Flight Training School (212 siehe auch Lecce); SAR |
| Frosinone          | 72º Stormo        | 208               | NH-500E                                           | Hubschrauber-Flugschule; NH-500E auch an anderen Standorten                                         |
| Furbara            | 17º Stormo        | –                 | –                                                 | Spezialeinheit (luftbewegliche Bodentruppen)                                                        |
| Ghedi              | 6º Stormo         | 102, 154, 155     | F-35, Tornado IDS/ECR                             | Mehrzweckkampfflugzeuge                                                                             |
| Gioia del Colle    | 36º Stormo        | 10, 12; 84        | Typhoon, AW139                                    | Mehrzweckkampfflugzeuge, SAR                                                                        |
| Grazzanise         | 9º Stormo         | 21                | AW101                                             | CSAR, Unterstützung Spezialkräfte                                                                   |
| Grosseto           | 4º Stormo         | 9, 20             | Typhoon                                           | Mehrzweckkampfflugzeuge                                                                             |
| Guidonia           | 60º Stormo        | 202               | G103, LAK-17, Nimbus 4DM; S.208M, MB.339, NH-500E | Segelflugschule, Verbindungsflugzeuge                                                               |
| Istrana            | 51º Stormo        | 132               | Typhoon                                           | Mehrzweckkampfflugzeuge                                                                             |
| Latina             | 70º Stormo        | 207               | SF-260EA                                          | Flugschule                                                                                          |
| Lecce              | 61º Stormo        | 212, 213, 214     | MB-339, M-345                                     | Flugschule, leichte Jagdbomber (212. in Decimomannu)                                                |
| Luke AFB           | –                 | 156               | F-35                                              | Umschulung (OCU)                                                                                    |
| Martina Franca     | 16º Stormo        | –                 | –                                                 | Objektschutzverband (Bodentruppen)                                                                  |
| Pisa               | 46ª Brigata Aerea | 2, 50, 98         | C-130J, C-27J                                     | Lufttransport, Luftbetankung                                                                        |
| Pratica di Mare    | 14º Stormo        | 8, 71; 85; 311    | KC-767, P.180, G550; verschiedene                 | Tanker, Transport, EloKa, CSAR, Flugversuchszentrum                                                 |
| Rivolto            | 2º Stormo         | 80, 700, 701; 313 | Spada, MB-339 (M-346 als Ersatz)                  | Flugabwehrraketen, Kunstflugstaffel Frecce Tricolori                                                |
| Rom-Ciampino       | 31º Stormo        | 93, 306           | A319CJ, G650, Falcon 900, AW139                   | Flugbereitschaft                                                                                    |
| Salto di Quirra    | –                 | –                 | verschiedene                                      | Raketenstartplatz, wehrtechnische Dienststellen                                                     |
| Sigonella          | 41º Stormo        | 88; 61            | ATR 72MP; Predator                                | Seefernaufklärer, 61 zu 32º Stormo (Amendola); US-Stützpunkt                                        |
| Trapani            | 37º Stormo        | 18; 82            | Typhoon, AW139                                    | Mehrzweckkampfflugzeuge, SAR; NAEW&C-Stützpunkt (E-3A)                                              |
| Verona-Villafranca | 3º Stormo         | –                 | –                                                 | Einsatzunterstützung (luftbeweglich)                                                                |

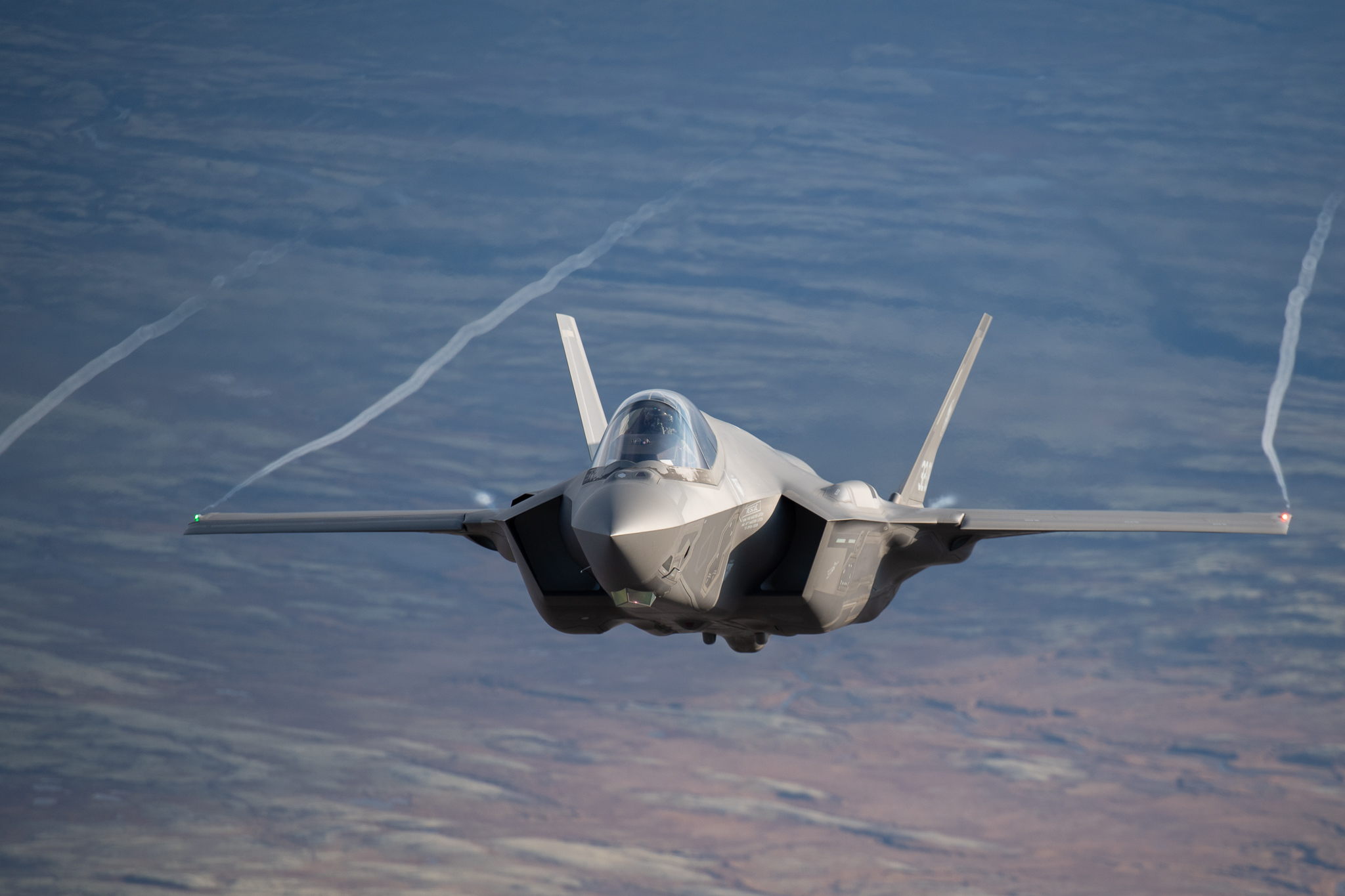
F-35A Lightning II, 32º Stormo

Die ab 2004 in Dienst gestellten 96 Eurofighter Typhoon wurden zunächst ausschließlich als Jagdflugzeuge eingesetzt, erst von Grosseto und Gioia del Colle aus, später auch in Trapani und zuletzt in Istrana stationiert. Ende 2024 wurden 24 zusätzliche Eurofighter bestellt, um ältere Maschinen der ersten Baureihe (Tranche 1) zu ersetzen. Die 100 ab dem Jahr 1982 übernommenen und mehrfach modernisierten Tornados stehen in Ghedi kurz vor der vollständigen Ausmusterung. Diese Maschinen wurden zuerst in Ghedi in Dienst gestellt, im weiteren Verlauf flogen sie zu verschiedenen Zeiten auch bei Geschwadern in Gioia del Colle, Istrana und Piacenza. Ab 1989 kamen zur Ergänzung der Tornados 136 leichte Jagdbomber des Typs AMX hinzu, von denen die letzten, zwischenzeitlich umfassend modernisierten Maschinen im April 2024 in Istrana außer Dienst gestellt wurden. Im Jahr 2016 übernahm das 32. Geschwader in Amendola die erste in Cameri gebaute Lockheed Martin F-35. Insgesamt 95 dieser Maschinen (20 weitere gehen an die Marine) sollen in Amendola die dort bereits außer Dienst gestellten AMX ersetzen und in Ghedi die verbliebenen Tornados. Damit werden bei der italienischen Luftwaffe künftig knapp 200 Kampfflugzeuge der Typen Typhoon und F-35 zur Verfügung stehen. Italien ist Mitglied im Global Combat Air Programme, durch das der Bestand an Kampfflugzeugen auch langfristig auf einem modernen Stand gehalten werden soll.
Als Ersatz für die ehemals 137 Jettrainer und leichten Erdkampfflugzeuge vom Typ Aermacchi MB-339, von denen noch rund die Hälfte in Lecce und an mehreren anderen Standorten vorhanden ist, hat die Aeronautica Militare 38 zweistrahlige Lead-In Fighter Trainer des Typs Alenia Aermacchi M-346 bestellt (davon ein Teil für die Kunstflugstaffel Frecce Tricolori) und 45 einstrahlige Jettrainer des Musters M-345 vorgesehen, von denen ein Teil ebenfalls fest bestellt ist. Neue Standardhubschrauber sind die AgustaWestland AW101 und die AW139. Vier Tankflugzeuge vom Typ KC-767A sollen von sechs moderneren Maschinen abgelöst werden. Mit der Gulfstream G550 CAEW konnte die italienische Luftwaffe den lange angestrebten Aufbau einer kleinen, nationalen AWACS-Komponente in Gang setzen. Im Bereich der Flugabwehr sind derzeit nur Objektschutzkapazitäten (Spada; CAMM-ER als Ersatz) vorhanden. Die SAMP/T-Flugabwehrsysteme gehören in Italien noch ausschließlich zum Heer. 2023 haben Heer (6 Batterien) und Luftwaffe (5 Batterien) die modernere Version SAMP/T NG bestellt.

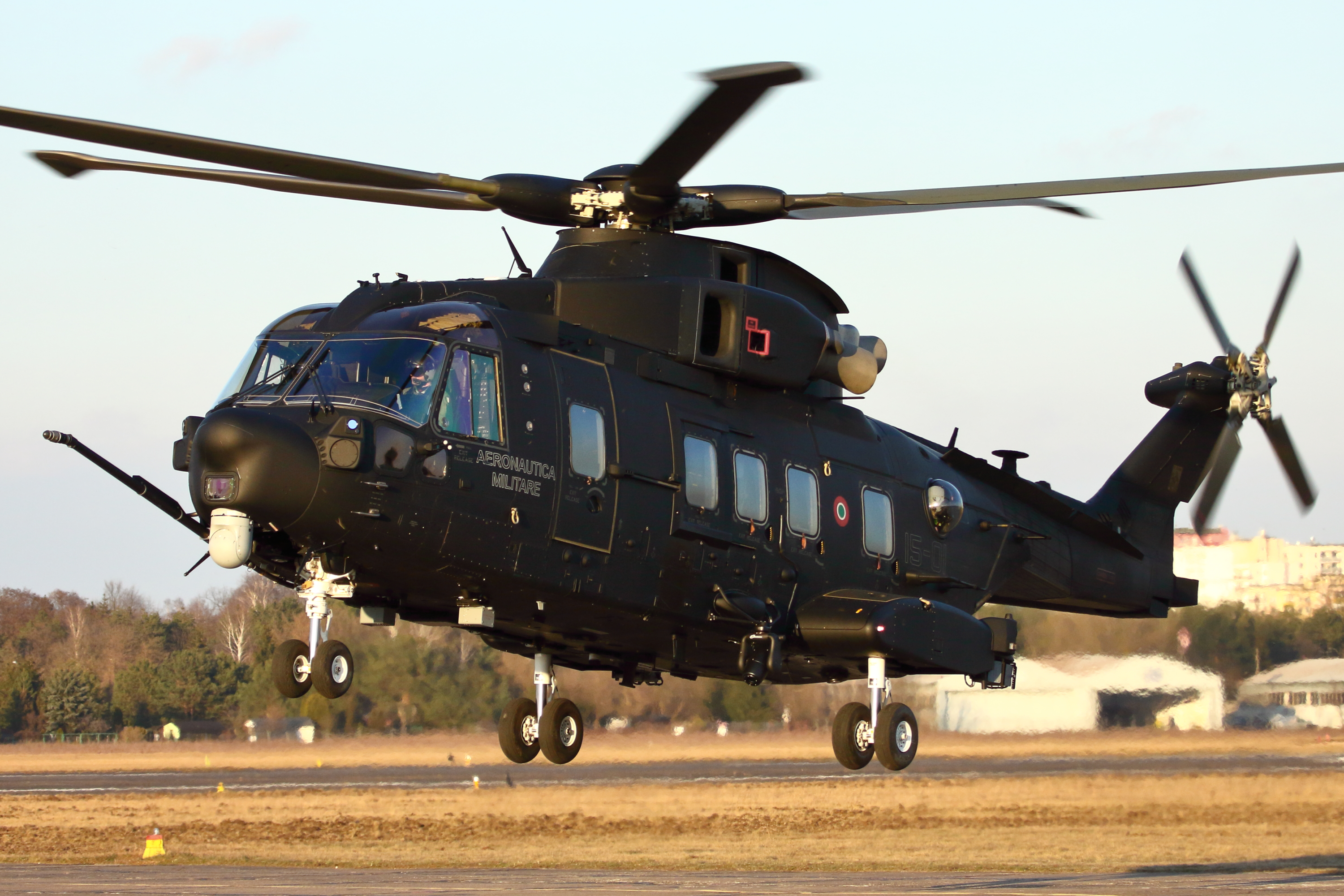
AW101 (HH-101A Caesar), 15° Stormo

### Logistikkommando
Das Comando Logistico (COMLOG) ist für den gesamten technischen, logistischen und Verwaltungsbetrieb in der italienischen Luftwaffe zuständig, sofern er nicht von den Einsatzverbänden selbst durchgeführt wird. COMLOG untergliedert sich in drei Divisionen:
- 1. COMLOG-Division: Flugversuchszentrum, Flugmedizin, wissenschaftliche Dienste u. a.
- 2. COMLOG-Division: Technische Dokumentation, Materialerhaltung Fluggerät, Werften, Depots
- 3. COMLOG-Division: Technische Dokumentation, Materialerhaltung C-4 Systeme

Darüber hinaus unterstehen dem Logistikkommando die Sanitäts-, Verwaltungs- und Infrastrukturdienste sowie wehrtechnische Erprobungs- und Ausbildungsstellen in Salto di Quirra auf Sardinien.

### Ausbildungskommando

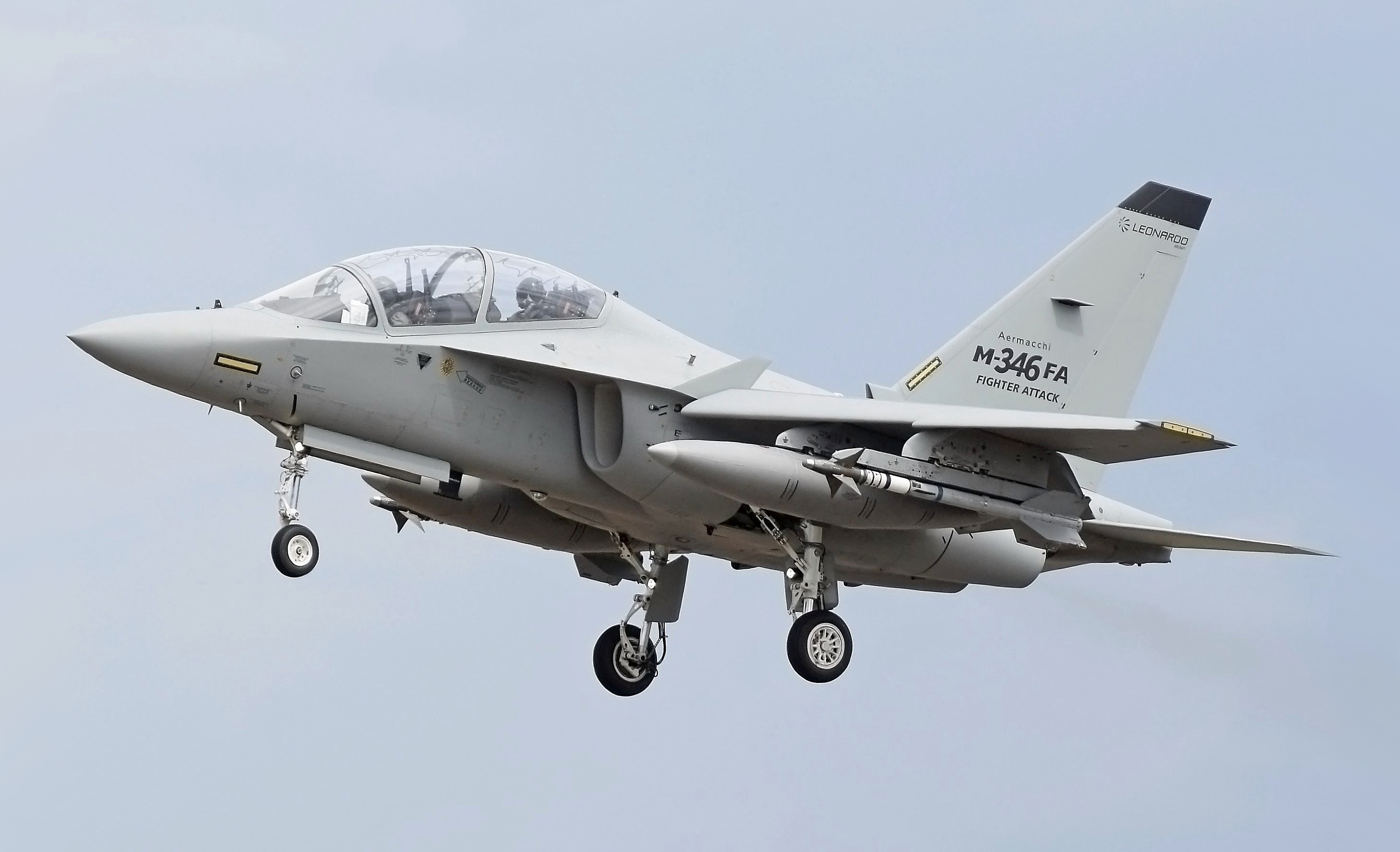
Aermacchi M-346

Das Comando delle Scuole in Bari (bis 2007 in Guidonia Montecelio bei Rom) ist für die Rekrutierung, Aus- und Fortbildung des gesamten Personals der italienischen Luftwaffe zuständig. In Guidonia Montecelio befindet sich das zentrale Personalauswahlzentrum der Luftwaffe. Mannschaften werden im Ausbildungszentrum in Tarent ausgebildet. Für technisches Fachpersonal und angehende Unteroffiziere ohne Portepee ist die Unteroffiziersschule in Caserta zuständig, die dort im Areal des königlichen Schlosses untergebracht ist. Bei den überwiegend direkt von zivilen Oberschulen kommenden Anwärtern der höheren Unteroffizierslaufbahn übernimmt die Unteroffiziersschule in Viterbo in Zusammenarbeit mit der Universität Tuscia die Ausbildung, in deren Rahmen ein dreijähriges Bachelor-Studium zu absolvieren ist. Angehende Offiziere werden u. a. an der Luftwaffenakademie in Pozzuoli ausgebildet und können später Fortbildungskurse oder die Generalstabslehrgänge an der Führungsakademie der Luftwaffe (Istituto di Scienze Militari Aeronautiche) in Florenz und an der Führungsakademie der Streitkräfte (CASD) in Rom besuchen. Für die fliegerische Ausbildung unterstehen dem Comando delle Scuole auch die Ausbildungsgeschwader (in o. g. Liste aufgeführt) in Latina, Frosinone und Lecce sowie Ausbildungsstellen in den USA und Kanada (u. a. Sheppard, Moose Jaw). Am Wallfahrtsort Loreto befindet sich ein Fortbildungs- und Fremdsprachenzentrum (Schwarze Madonna von Loreto ist Schutzpatronin der Aeronautica Militare), in Rom eine Sanitätsschule und in Guidonia Montecelio eine Segelflugschule sowie die so genannte Scuola di Aerocooperazione, die Angehörige aller Teilstreitkräfte und anderer Behörden vor allem im Bereich Luft- und Satellitenbildauswertung (IMINT) schult. Dem Kommando in Bari untersteht darüber hinaus auch das sehenswerte militärische Luftfahrtmuseum in Vigna di Valle am Bracciano-See. Dort befindet sich auch das Sportzentrum der Aeronautica Militare mit einer Sportfördergruppe.
In Florenz unterhält das Ausbildungskommando das Militärgymnasium „Giulio Douhet“. Dort können Jugendliche eine auf Luft- und Raumfahrttechnik ausgerichtete gymnasiale Oberstufe absolvieren und Abitur machen. Der Schulbetrieb ist militärisch ausgerichtet und die Schüler haben den Status von Soldaten. Nach Abschluss der Schule können sie wieder ins Zivilleben zurückkehren oder eine militärische Laufbahn einschlagen.

## Geschichte

Hoheitszeichen der Regia Aeronautica

Das militärische Luftfahrtwesen begann in Italien im Jahr 1884 mit der Aufstellung einer Luftschiff-Einheit beim 3. Pionierregiment des Heeres in Rom. Italien war das erste Land der Welt, das Flugzeuge in einem Krieg zum Einsatz brachte. Am 22. Oktober 1912 flog während des Italienisch-Türkischen Krieges Hauptmann Piazza in Libyen mit einer Blériot XI den ersten „Bombereinsatz“ der militärischen Luftfahrtgeschichte.

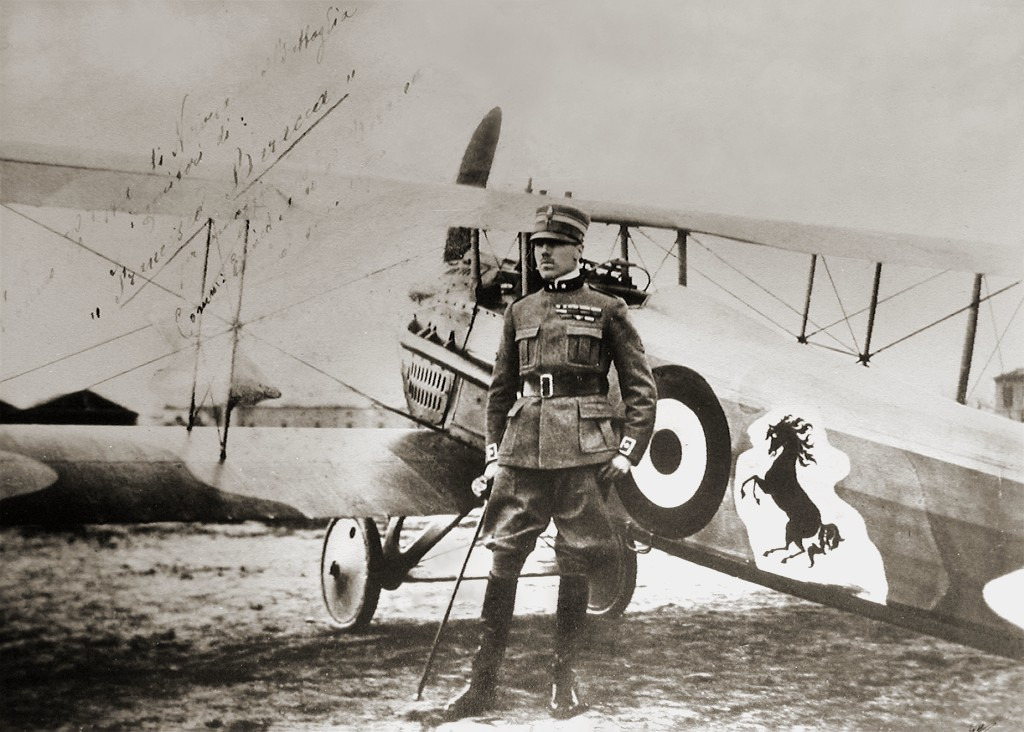
Francesco Baracca mit seiner SPAD S.XIII

Im Ersten Weltkrieg zeichnete sich besonders der Kavallerieoffizier Francesco Baracca aus. Einen großen Einfluss auf die Luftstreitkräfte aller Staaten hatte der Luftwaffenstratege General Giulio Douhet, der erstmals die strategischen Wirkungen von Flächenbombardements beschrieb, welche von der italienischen Fliegertruppe (Corpo Aeronautico Militare) mit ihren großen Caproni-Bombern Ca.3, Ca.4 sowie Ca.5 erstmals geflogen wurden und später im Zweiten Weltkrieg von den Alliierten im großen Stil umgesetzt wurden.
Die italienische Luftwaffe selbst wurde als eigenständige Teilstreitkraft am 28. März 1923 unter dem Namen Regia Aeronautica (dt. „Königliche Luftwaffe“) gegründet. Im Wesentlichen handelte es sich um die Fusion der Fliegertruppen von Heer und Marine, denen danach eigene fliegende Einheiten verboten wurden. In der Zeit zwischen den beiden Weltkriegen machte sich die Luftwaffe dank der Förderung durch das faschistische Regime Benito Mussolinis und der Flugpioniere um Arturo Ferrarin, Francesco De Pinedo, Umberto Nobile und Italo Balbo einen Namen und stellte zahlreiche internationale Rekorde auf.
Im Spanischen Bürgerkrieg von 1936 bis 1939 zählte die Regia Aeronautica noch zu den technisch fortschrittlicheren. Bei Kriegseintritt 1940 blieb die Technik jedoch hinter der anderer Länder zurück. Erst später konnten die Italiener mit dem Lizenzbau von deutschen Daimler-Benz-Flugmotoren modernere und leistungsfähigere Jagdflugzeuge wie die Macchi MC.202 bauen. Italienische Bomber flogen Langstrecken-Einsätze u. a. bis zum Persischen Golf. Besonders die Torpedoflieger („Aerosiluranti“) konnten trotz schwieriger Umstände der britischen Flotte schweren Schaden zufügen.
Mit der alliierten Invasion in Italien und dem Waffenstillstand von Cassibile im September 1943 teilte sich bis zum Ende des Zweiten Weltkriegs auch die italienische Luftwaffe. Im Süden des Landes kooperierte die Aeronautica Cobelligerante Italiana mit den Alliierten, im Norden blieb die Aviazione Nazionale Repubblicana der faschistischen Italienischen Sozialrepublik mit Deutschland verbündet.

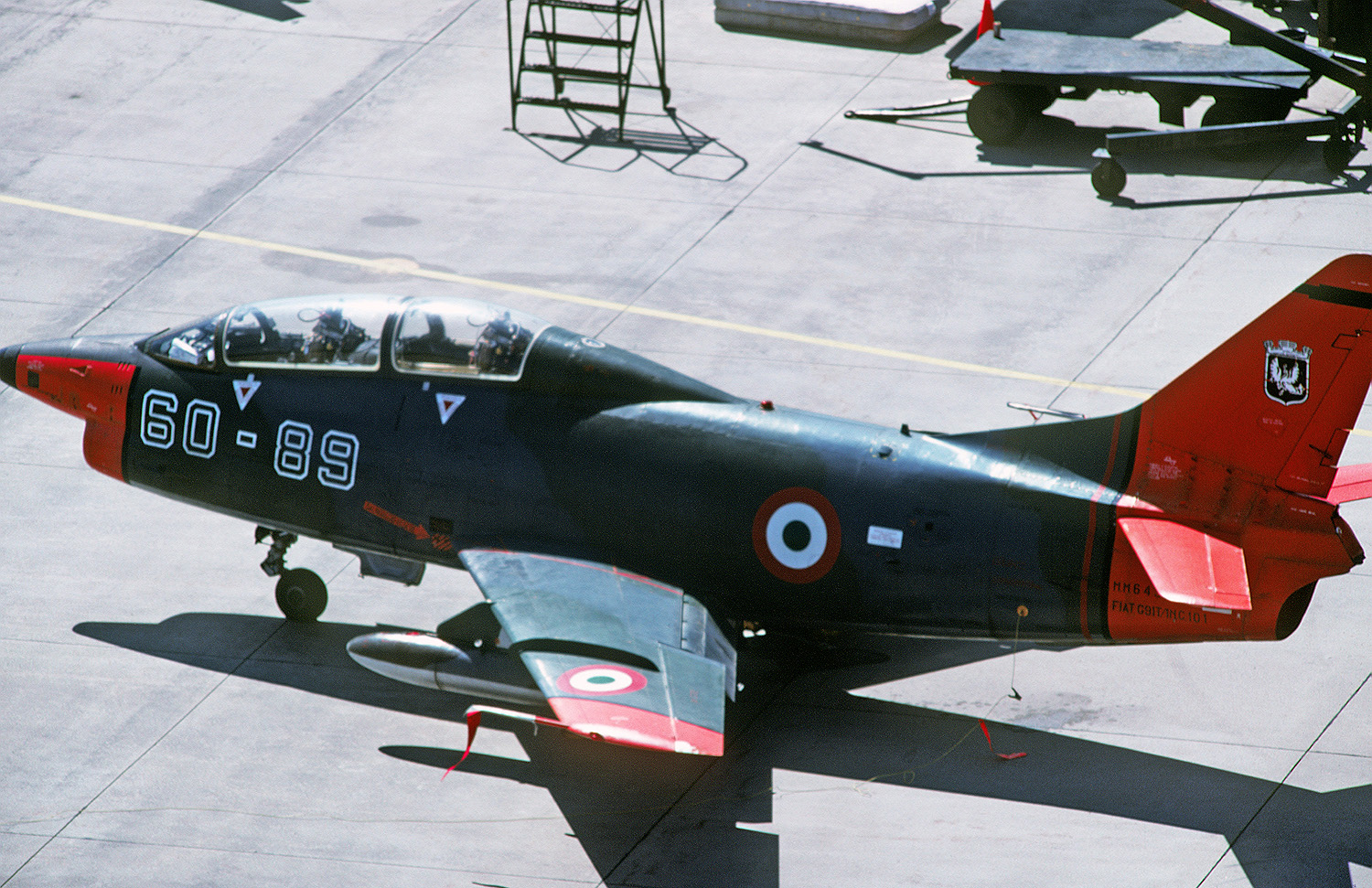
Fiat G.91T

Nach dem Krieg wurde die Luftwaffe mit der Abschaffung der Monarchie im Jahr 1946 in „Aeronautica Militare“ umbenannt. Ab 1951, mit der Aufhebung der Rüstungsbeschränkungen, wurde die Luftwaffe im Rahmen der NATO wieder aufgerüstet und konnte in den fünfziger Jahren dank amerikanischer Militärhilfe einen recht hohen Einsatzstand erreichen. Die Geschwader der italienischen Luftwaffe wurden zeitweise zu Luftbrigaden („aerobrigate“) umstrukturiert. In diesen Jahren begannen auch italienische Unternehmen wie Aeritalia, Agusta und Aermacchi wieder, die Luftstreitkräfte mit modernem Fluggerät auszustatten, u. a. mit der Fiat G.91, der Aermacchi MB 326 und der Aeritalia G.222. Daneben produzierte man in Lizenz und beteiligte sich an ersten internationalen Projekten wie am Panavia Tornado. Bis in die neunziger Jahre hatte die „Aeronautica Militare“ eine eher territoriale Struktur mit zwei Luftwaffenregionen (1. in Mailand und 3. in Bari) und dazugehörigen „Regional Operations Centers“ (ROC). 1999 erhielt die italienische Luftwaffe schließlich eine moderne, eher nach Funktionen ausgerichtete Struktur.
Anlässlich ihres einhundertjährigen Bestehens richtete die italienische Luftwaffe vom 16. bis zum 18. Juni 2023 auf dem Militärflugplatz Pratica di Mare bei Rom eine Flugschau aus. Vorgeführt wurden nicht nur aktive Luftfahrzeuge der Aeronautica Militare, sondern auch restaurierte oder nachgebaute Maschinen, die von italienischen Luftstreitkräften ab den 1910er Jahren genutzt worden waren.

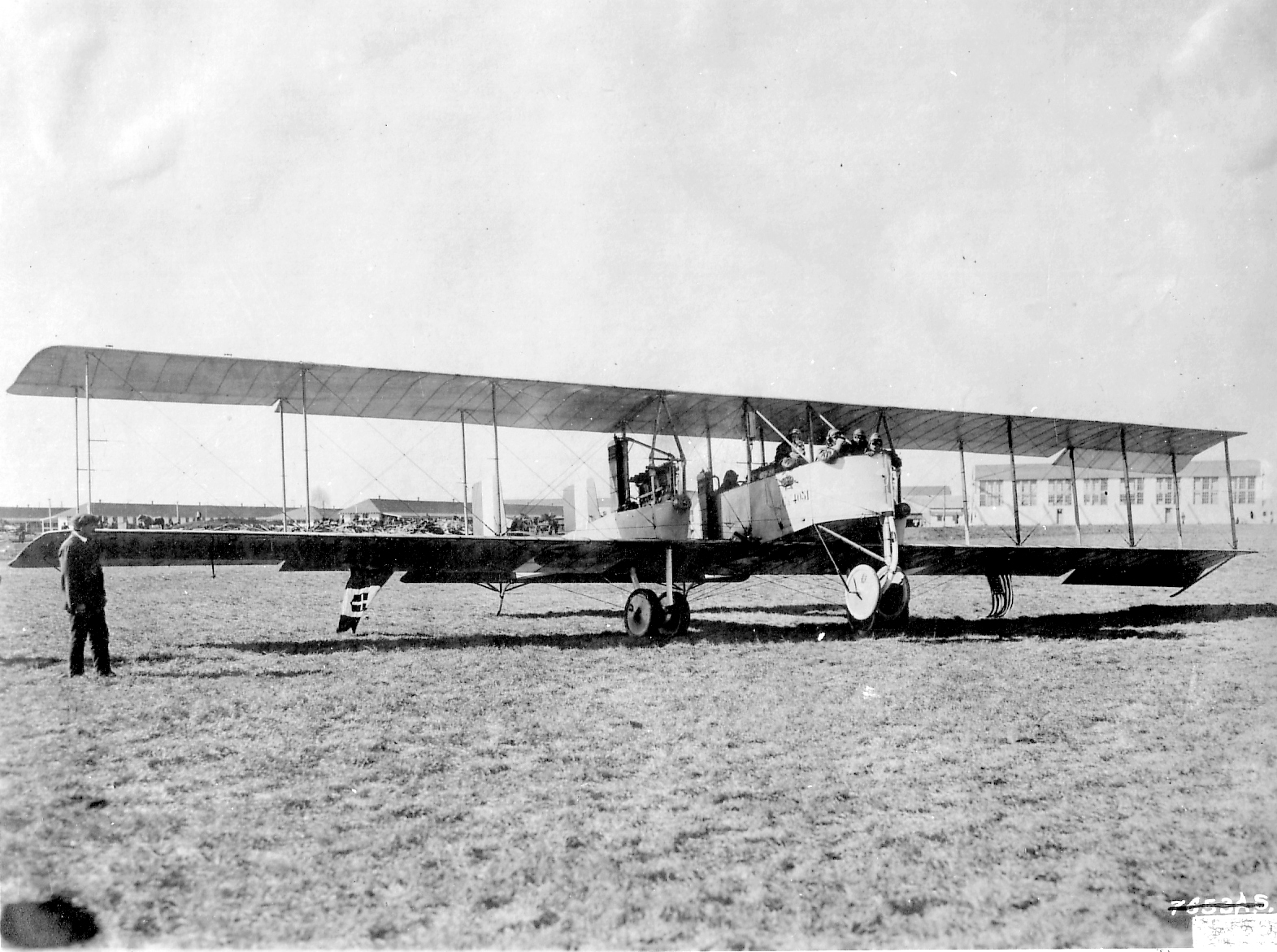
Caproni Ca.36
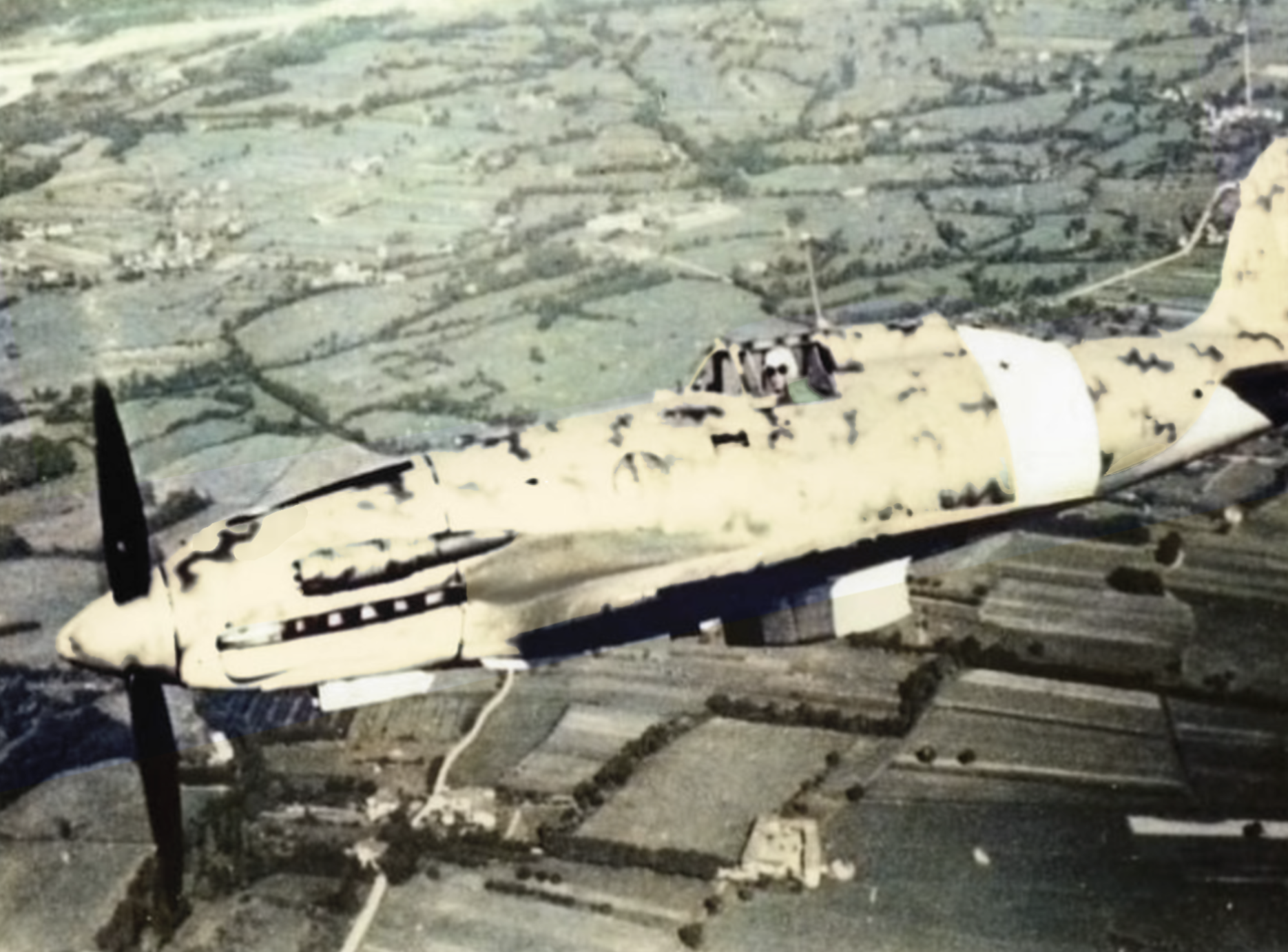
Macchi MC.202
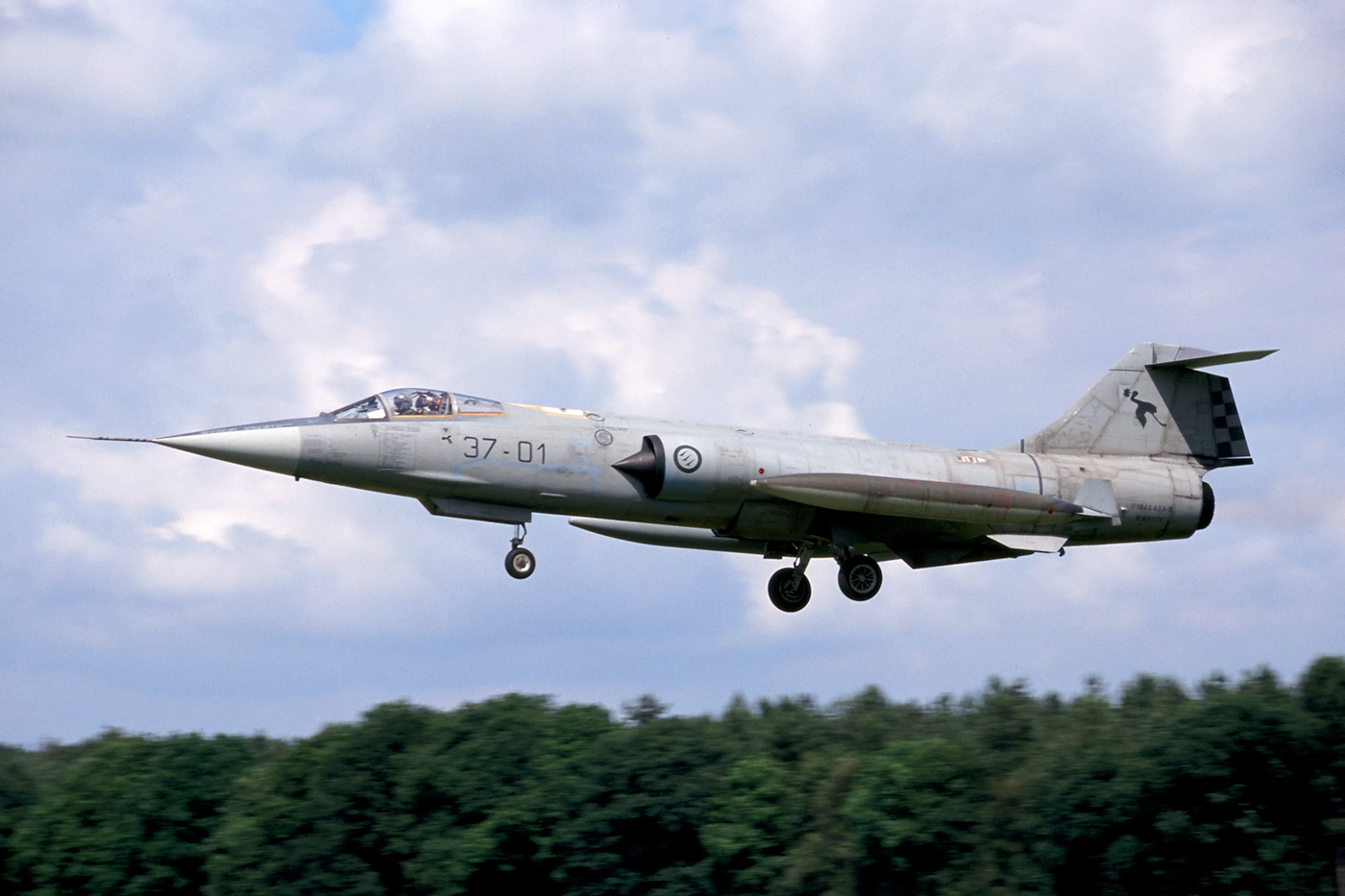
Lockheed F-104S
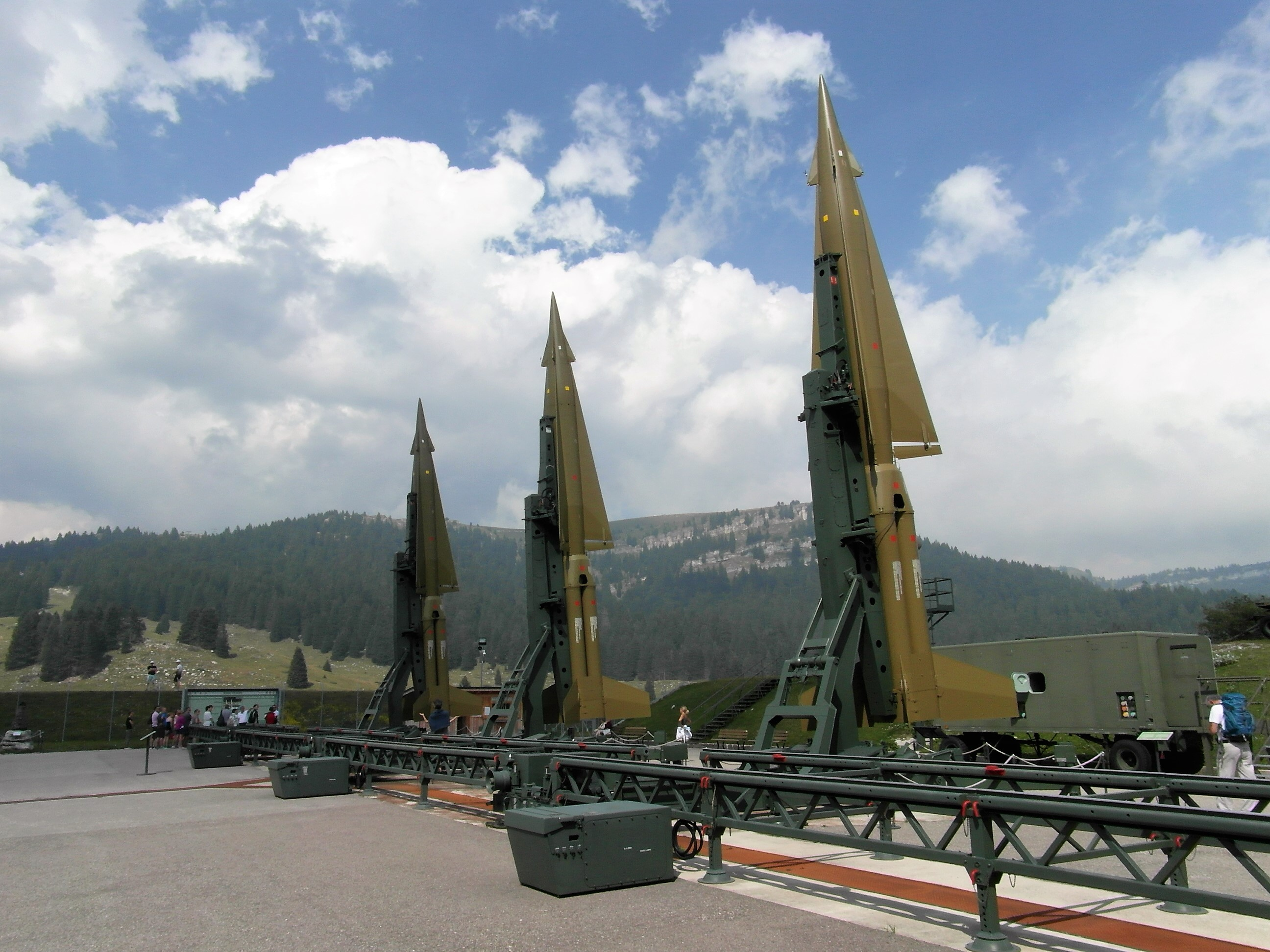
Nike Hercules, Base Tuono
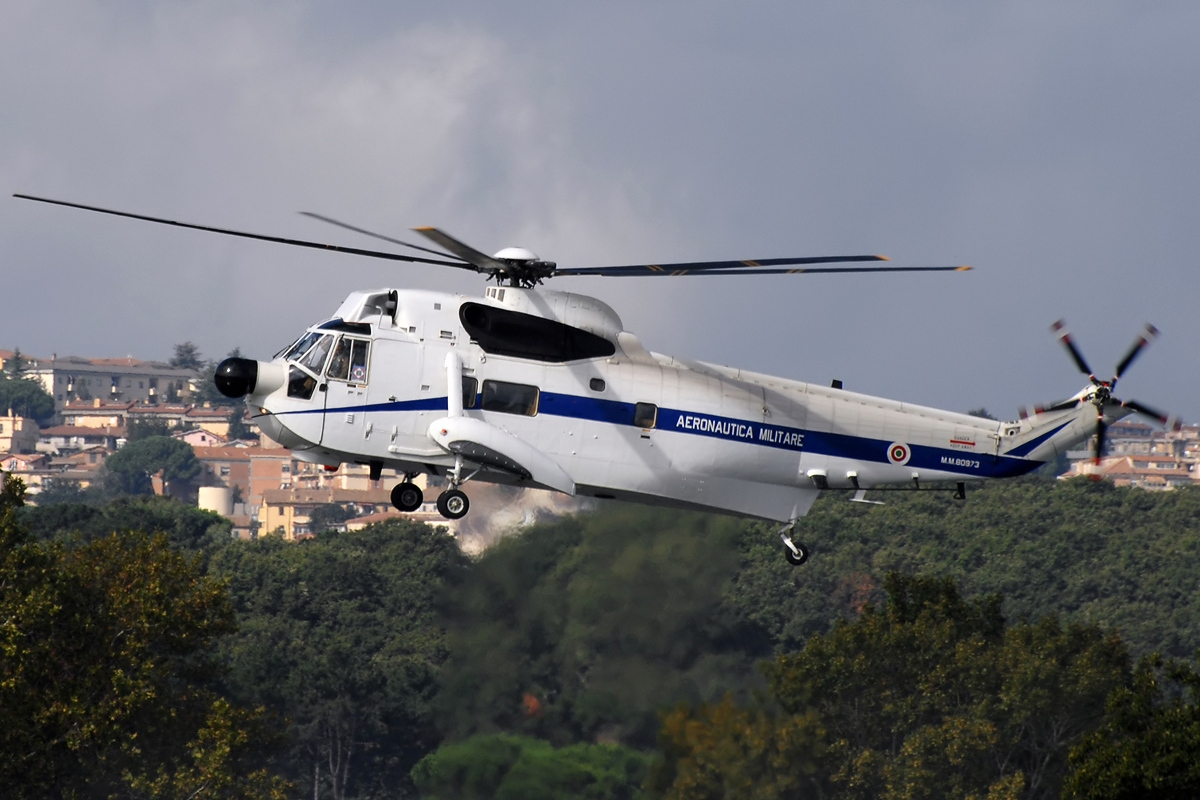
Auch vom Papst genutzter SH-3D/TS

## Wappen
Das Wappen der italienischen Luftwaffe zeigt neben einem gekrönten Adler und einem Spruchband mit der Aufschrift Virtute Siderum Tenus (etwa: „Mit Tapferkeit bis zu den Sternen“) die Embleme der vier im Ersten Weltkrieg erfolgreichsten Staffeln.